# Pseudotrochalus densicollis
Pseudotrochalus densicollis är en skalbaggsart som beskrevs av Moser 1924. Pseudotrochalus densicollis ingår i släktet Pseudotrochalus och familjen Melolonthidae. Inga underarter finns listade i Catalogue of Life.